# Nana arancione

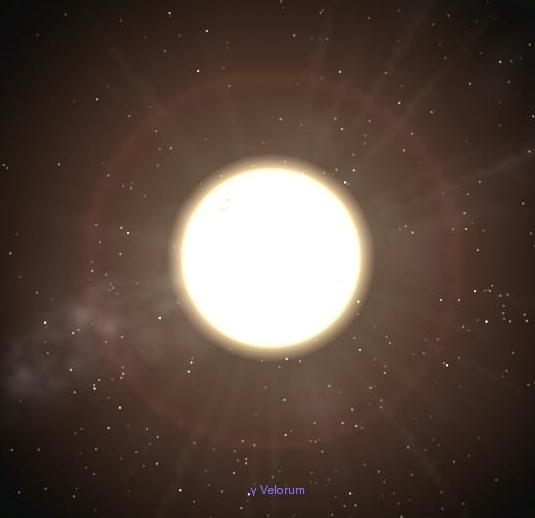
HD 70642, un esempio di nana arancione, vista dalla simulazione astronomica Celestia.

Una nana arancione (o stella K V) è una stella di sequenza principale di classe spettrale K e classe di luminosità V. 

## Caratteristiche
Queste stelle sono una via di mezzo (in termini dimensionali) tra le stelle di sequenza principale di tipo spettrale M V (nane rosse) e le stelle gialle di tipo G V di sequenza principale (nane gialle). Hanno masse comprese tra 0,5 e 0,8 volte la massa del Sole e temperature superficiali fra 3 900 e 5 200 K. Esempi di questo tipo di stelle sono Alfa Centauri B, Epsilon Eridani ed Epsilon Indi.
Queste stelle sono oggetto di particolare attenzione nella ricerca di vita extraterrestre, poiché si mantengono sulla sequenza principale del diagramma H-R (vale a dire fondono l'idrogeno in elio) per un periodo di tempo molto lungo (tra 15 e 30 miliardi di anni). Ciò potrebbe offrire alla vita l'opportunità di evolversi (anche magari fino a forme intelligenti) in eventuali esopianeti di tipo terrestre in orbita attorno a queste stelle. Nel 2014, gli astrofici René Heller e John Armstrong hanno suggerito che potrebbero esistere pianeti più abitabili della Terra, i cosiddetti pianeti superabitabili. Una delle caratteristiche di questi pianeti è che appartengano ad un sistema di una nana arancione.